# Feuchtwiesen-Puppenschnecke
Die Feuchtwiesen-Puppenschnecke (Pupilla pratensis) ist eine Schneckenart aus der Familie der Puppenschnecken, die zur Unterordnung der Landlungenschnecken (Stylommatophora) gerechnet wird. Das ursprünglich als Varietät publizierte Taxon wurde erst 2009 als eigene Art erkannt bzw. anerkannt. Vorher wurde es meist als Ökophänotyp der Moos-Puppenschnecke (Pupilla muscorum) interpretiert.

## Merkmale
Das walzenförmig-zylindrische bis leicht eiförmige Gehäuse ist 3,5 bis 4,5 mm hoch und 1,9 bis 2,1 mm breit. Es besitzt eine gerundete Spitze und einen flachen Apex. Die 6 bis 7,5 Umgänge sind an der Peripherie gut gewölbt und durch eine tiefe Naht voneinander abgesetzt. Die letzte Windung steigt zur Mündung hin sehr deutlich an und kann die Peripherie der vorigen Windung erreichen. Die rundliche Mündung ist im Vergleich zur Breite klein. Die Ansatzstellen des Mundsaumes an die vorige Windung sind nicht durch einen Kallus verbunden. Der Mundsaum ist nur wenig erweitert und nach außen gebogen. Innen ist die Lippe nur schwach entwickelt. die Mündung ist meist zahnlos, aber gelegentlich mit einem schwachen Parietalzahn und gelegentlich auch noch mit einem mehr oder weniger deutlich entwickelten Palatalzahn. Häufig ist ein schwacher palataler Kallus vorhanden.
Das Gehäuse ist dunkelbraun bis kastanienbraun gefärbt und durchscheinend. Die Schale ist im Vergleich zu anderen Arten von Puppenschnecken recht dünn. Die Oberfläche zeigt feine Anwachsstreifen.

### Ähnliche Arten
Die Feuchtwiesen-Puppenschnecke (Pupilla pratensis) ist der Moos-Puppenschnecken und kann gehäusemorphologisch kaum sicher unterschieden werden. Außerdem variiert das Gehäuse innerhalb des Verbreitungsgebietes. Molekulargenetische, ökologische und gehäusemorphologische Merkmale zusammen erlauben jedoch eine sichere Unterscheidung der beiden Arten. ist etwas größer (höher) und breiter als die Moos-Puppenschnecke (Pupilla muscorum) und hat mehr und gewöhnlich stärker gewölbte Windungen mit tieferen Nähten. Sie besitzt eine dünnere, dunklere Schale, und die Anwachsstreifen sind etwas gröber als bei Pupilla muscorum. Die Mündungslippe ist etwas schwächer ausgebildet. Die Mündungszähne sind bei Pupilla pratensis meist schwächer ausgebildet und setzen direkt an der Gehäusewand an, nicht von einem Kallus, wie es manchmal bei Pupilla muscorum der Fall ist. Besonders in Exemplaren von Pupilla pratensis aus Skandinavien fehlen oft die Zähne komplett.
Auch das Gehäuse der Alpen-Puppenschnecke (Pupilla alpicola) kann sehr ähnlich sein. Beide Gehäuse sind relativ breit. Pupilla alpicola ist jedoch niedriger und mehr zylinderförmig, und der Apex ist deutlich flacher. Diese Art besitzt außerdem eine deutliche Rinne auf der Außenseite nahe der Mündung etwa ein Viertel von der Basis entfernt. Im Gehäuseinneren ist an dieser Stelle ein schmaler Längsrücken ausgebildet. Vermutlich sind die älteren Flachlandnachweise von Pupilla alpicola in Wirklichkeit auf Pupilla pratensis zu beziehen.

## Geographische Verbreitung und Lebensraum
Die Feuchtwiesen-Puppenschnecke ist bisher aus Mitteleuropa und Skandinavien (Norwegen) nachgewiesen. Möglicherweise kommt sie auch in Großbritannien vor. 2010 wurde erstmals in Tschechien und der Slowakei nachgewiesen. 2011 folgte ein Nachweis in Litauen. 2012 wurde ein Fund aus dem südlichen Polen bekannt gemacht. 2013 wurde ein Nachweis aus der Ukraine publiziert und ebenfalls 2013 ein Nachweis aus den Schottischen Highlands.
Die Feuchtwiesen-Puppenschnecke lebt in offenen und nassen, kalkreichen Niedermoorstandorten auf Feuchtwiesen und Riedflächen.

## Taxonomie
Das Taxon wurde 1871 von Stephan Clessin als Pupa muscorum var. pratensis vorgeschlagen. In den meisten folgenden Arbeiten wurde sie als Form, Varietät oder Mutation der Moos-Puppenschnecke angesehen. Selbst in dem Übersichtswerk zur Schneckenfauna Mittel- und Nordeuropas (Kerney et al., 1983) fehlt die Art noch. Erst 1997 fand das Taxon wieder größere Beachtung durch eine Arbeit von Uwe Jueg. 2009 wurde das Taxon auch formal als selbständige Art etabliert. Das Taxon ist heute allgemein anerkannt.

## Gefährdung
In der Rote Liste der gefährdeten Arten in Deutschland wird die Art in der Kategorie "R – Extrem selten" eingestuft.

## Belege